# 하반항
하반항은 전라남도 고흥군 봉래면 예내리에 있는 소규모 어항이다.

## 연혁
전라남도 고흥군 봉래면 예내리에 있던 중봉항은 1972년 3월 7일 지방어항으로 지정 관리하여 왔으나, 고흥 우주센타설치 공공개발 편입 및 지방어항 지정기준에 미달하여 2005년 4월 27일 지방어항에서 해제되었다.